# Totok
 (septembre 2019).

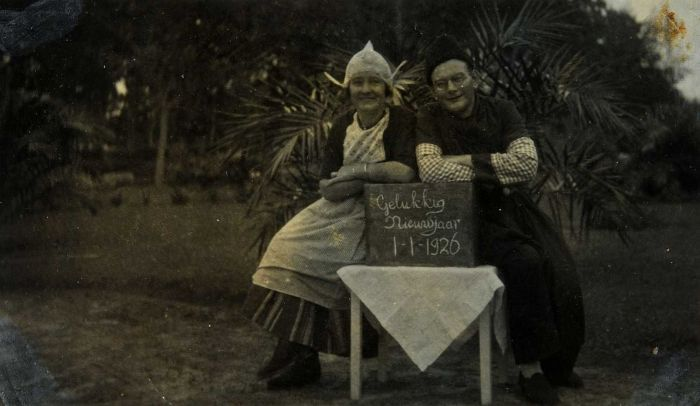
Couple totok néerlandais en 1926.

Totok est un terme indonésien utilisé pour décrire toute personne d'origine étrangère dans les Indes orientales néerlandaises jusqu'à la révolution nationale indonésienne en 1945,.